# Андросов, Станислав Андреевич
Станислав Андреевич Андросов (1929 — ?) — советский разведчик, главный резидент в столице США, генерал-лейтенант.

## Биография
Работал в МИД СССР, в апреле 1957 являлся атташе при посольстве СССР в Таиланде. В органах государственной безопасности с 1950-х, работал в ПГУ КГБ, на 1963 являлся сотрудником резидентуры в Бангкоке, на 1970 в Пекине. С 1978 по декабрь 1981 являлся начальником 6-го отдела ПГУ. С 1982 по 1986 возглавлял резидентуру внешней разведки в Вашингтоне. Начальник 1-го отдела ПГУ с ноября 1986 по август 1989.

### Звания
- полковник;
- генерал-майор;
- генерал-лейтенант.

### Награды
- несколько орденов и медалей.